# Короткопёрая серая акула
Короткопёрая се́рая аку́ла (лат. Carcharhinus brevipinna) — один из видов рода серых акул семейства Carcharhinidae. Он получил своё англоязычное название (spinner shark) благодаря тому, что во время охоты эти акулы способны выпрыгивать из воды и крутиться в воздухе. Этот вид обитает в тропических и умеренно тёплых водах по всему миру за исключением восточной части Тихого океана. Короткопёрые акулы встречаются в прибрежной зоне на глубине до 100 м, обычно предпочитают мелководье. Внешне они напоминают увеличенную копию чернопёрой акулы (Carcharhinus limbatus), у них такое же стройное тело, длинное рыло, а плавники имеют чёрную окантовку. Этот вид можно отличить от чернопёрых акул по форме первого спинного плавника, который к тому же сдвинут назад, и чёрному кончику анального плавника (только у взрослых особей). Максимальная зарегистрированная длина составляет 3 м.
Короткопёрые акулы — быстрые стайные хищники, которые питаются разнообразными костистыми рыбами и головоногими моллюсками небольшого размера. Во время стайной охоты они стремительно двигаются по вертикали, вращаясь вокруг своей оси, пронизывают косяк рыб, и в конце выпрыгивают из воды. Подобно прочим представителям рода серых акул короткопёрые акулы являются живородящими, самки приносят потомство один раз в два года, в помёте 3—20 новорожденных, которые появляются на свет на прибрежном мелководье и относительно быстро растут. Обычно этот вид не представляет опасности для человека, но может стать агрессивным в присутствии пищи. Короткопёрые акулы — ценные промысловые рыбы, их мясо съедобно, кроме того используют жир и кожу. Они популярны у рыболовов-любителей, поскольку будучи пойманными на крючок активно сопротивляются. Международный союз охраны природы (МСОП) оценил статус этого вида как «Уязвимый» (VU).

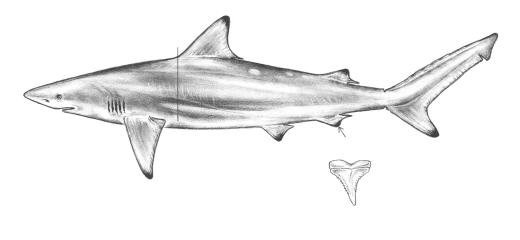

## Таксономия
Короткопёрая акула впервые была описана как Carcharias (Aprion) brevipinna Иоганном Питером Мюллером и Фридрихом Генле в 1839 году «Systematische Beschreibung der Plagiostomen», на основании препарата кожи длиной 79 см, принадлежащего особи, пойманной на о.Ява. Позднее этот вид относили к родам Aprion, Squalus и Aprionodon, а затем отнесли к роду Carcharhinus. Форма зубов и окраска этого вида значительно меняется с возрастом и зависит от места обитания, что стало причиной путаницы при описании вида. Видовой научный эпитет происходит от слов лат. brevis — «короткий» и лат. pinna — «перо», «крыло», «плавник».
На основании сходства в морфологии, формы зубов и поведения близкородственными видами изначально считались чернопёрая акула и Carcharhinus amblyrhynchoides Однако эта теория не получила поддержки Гэвина Нейлора, который в 1992 году на основании аллозимного анализа предположил, что сходные черты являются результатом конвергентной эволюции и ближайшим родственником короткопёрой акулы следует считать узкозубую акулу (Carcharhinus brachyurus). По результатам проведённого в 2007 году анализа ДНК оказалось, что короткопёрая акула генетически отличается от всех видов серых акул и в меньшей степени связана с другими видами Carcharhinus, чем лимонная акула (Negaprion brevirostris).

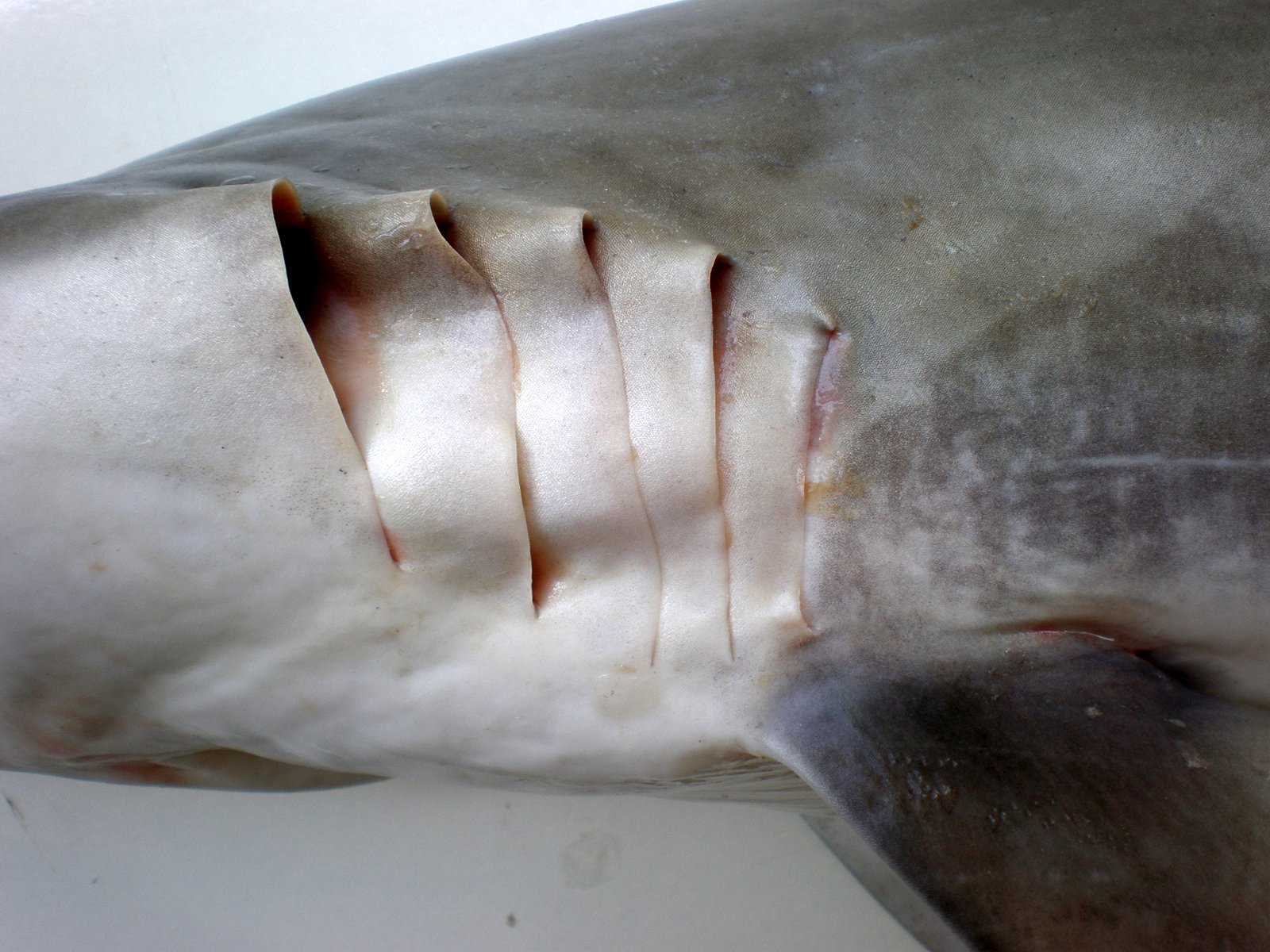
Жаберные щели короткопёрых серых акул

## Ареал
Из-за схожести короткопёрых и чернопёрых акул существует некоторая неясность в определении ареала первых. В западной части Атлантического океана они обитают от Северной Каролины до северной части Мексиканского залива, в том числе на Багамских островах и на Кубе, и с юга Бразилии до Аргентины. В восточной части Атлантического океана эти акулы распространены от Северной Африки до Намибии. В Индийском океане они населяют прибрежные воды Южной Африки, Мадагаскара и Индии, встречаются в Красном море и Аденском заливе, на Яве и Суматре. В Тихом океане они распространены от Японии до Вьетнама, Австралии и, возможно Филиппин. Паразитологические данные свидетельствуют о том, что из Индийского океана короткопёрые акулы проходят через Суэцкий канал и попадают в Средиземное море
Короткопёрые акулы встречаются на глубине до 100 м, хотя предпочитают держаться на мелководье не глубже 30 м. Этот вид попадается как в прибрежных водах, так и в открытом море, на континентальных и островных шельфах. Молодь заходит в заливы, но чувствительна к изменению солености воды. Акулы, обитающие в северо-западной Атлантике, совершают сезонные миграции. Весной и летом они приплывают в тёплые прибрежные воды, а зимой уходят на юг на большие глубины.

## Описание
Максимальная зарегистрированная длина этих акул составляет 3 м, а масса — 90 кг, тогда как средний размер и масса не превышают 2 м и 56 кг. Акулы, обитающие в Индийском и Тихом океанах, как правило, крупнее своих сородичей из северо-западной Атлантики. У этого вида стройное обтекаемое тело с характерным длинным и заострённым рылом. Глаза маленькие и круглые. В углах рта расположены кожные борозды. Количество зубных рядов 15—18 на каждой половине верхней челюсти и 14—17 на каждой половине нижней челюсти, с 1 или 2 зубами на симфизе. Зубы оканчиваются длинным, узким остриём, края верхних зубов покрыты мелкими зазубринами, тогда как края нижних гладкие. Пять пар длинных жаберных щелей.

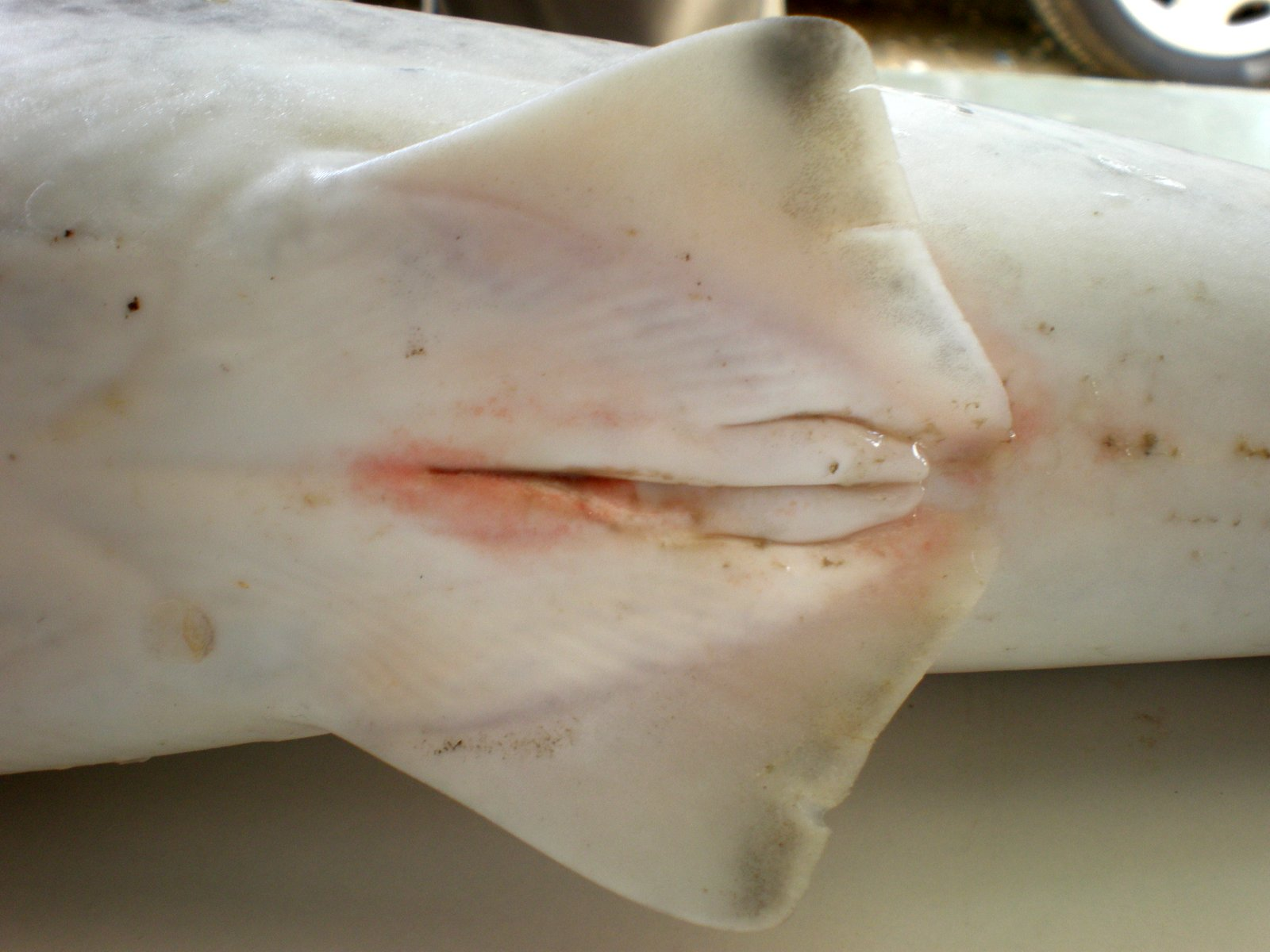
Птеригоподии молодого самца короткопёрой серой акулы

Первый спинной плавник сравнительно невелик и обычно начинается за свободным задним кончиком грудных плавников. Гребень между первым и вторым спинными плавниками отсутствует. Грудные плавники довольно короткие, узкие и серповидные. Тело густо покрыто ромбовидной плакоидной чешуей с 7 (реже 5) мелкими горизонтальными выступами на каждой чешуйке. Окраска серая, иногда с бронзовым отливом, брюхо белое, по бокам проходит малозаметная белая полоса. У молодых особей тёмная окантовка плавников отсутствует, тогда как у взрослых кончики второго спинного, анального и грудных плавников и нижней лопасти хвоста окантованы чёрной полоской. Короткопёрая акула отличается от чернопёрой тем, что первый спинной плавник у неё имеет более треугольную форму и расположен ближе к хвосту. Взрослых особей также можно отличить по чёрной окантовке анального плавника.

## Биология и экология
Быстрые и активные короткопёрые акулы иногда образует большие стаи, в которых наблюдается сегрегация по возрасту и полу. По сравнению со взрослыми особями молодь предпочитает более низкую температуру воды. У берегов Южной Африки самки круглый год держатся в прибрежной зоне, в то время как самцы появляются там только в летнее время. Молодые короткопёрые акулы могут стать добычей крупных сородичей. В жабрах короткопёрых акул паразитируют такие веслоногие ракообразные, как Kroyeria deetsi, Nemesis pilosus и Nemesis Atlantica, на коже — Alebion carchariae, во рту и на жаберных дугах — Nesippus orientalis и Perissopus dentatus, которые паразитирует в ноздрях и на задних краях плавников.

### Рацион
В рацион короткопёрых акул входят в основном небольшие костистые рыбы, в том числе сардины, сельди, анчоусы, зубатки, кефали, разные виды тунцов, скумбриевых, горбылёвых, разнообразные окуни и камбалообразные. Кроме того, они поедают скатов, каракатиц, кальмаров и осьминогов. Эти акулы часто охотятся коллективно, стремительно преследуя добычу. Они заглатывают жертву целиком, поскольку у них отсутствуют зубы, позволяющие разорвать её на части. Тактика охоты у короткопёрых акул необычна: разинув пасть они мчатся сквозь косяк рыб вертикально к поверхности воды, вращаясь вокруг своей оси и захватывая добычу зубами. Зачастую в конце атаки они по инерции выскакивают из воды. Чернопёрые акулы тоже охотятся подобным образом, но реже. У берегов Мадагаскара короткопёрые акулы следуют за косяками мигрирующих скумбрий и тунцов. Подобно чернопёрым акулам они собираются вокруг креветочных траулеров, и зачастую впадают в пищевое безумие.

### Размножение
Подобно прочим акулам рода Carcharhinus короткопёрые акулы являются живородящими. Взрослые самки имеют один функциональный яичник и две функциональные матки. Каждая матка разделена на отсеки, по одному для каждого эмбриона. Эмбрионы изначально питаются за счёт желточного мешка. Когда зародыш достигает размера около 19 см, желточный мешок пустеет и образует плацентарную связь, через которую мать снабжает эмбрион питательными веществами до конца беременности. У этого вида акул наименьшее среди живородящих акул соотношение между размером икринки и длиной зародыша на поздней стадии развития В помёте от 3 до 20 новорожденных. Самки приносят потомство раз в два года, беременность длится 11—15 месяцев. Акулы спариваются с ранней весны до лета. В Северной Африке роды происходят в августе, у берегов Южной Африки с апреля по май, а в северо-западной части Атлантического океана с марта по апрель. Новорождённые длиной 60—77 см появляются на свет в прибрежных районах и эстуариях с повышенной солёностью на глубине более 5 м. Короткопёрые акулы довольно быстро растут: новорожденные к году прибавляют 30 см, на следующий год они вырастают ещё на 25 см, прирост за год у молодняка составляет 10 см, а у взрослых особей — 5 см. В северо-западной Атлантике самцы созревают, достигнув длины 1,3 м, а самки 1,5—1,6 м, что соответствует возрасту 4—5 лет и 7—8 лет. У берегов Южной Африки самцы созревают при длине 1,8 м, а самки 2,1 м. Короткопёрые акулы обычно не размножаются ранее 12—14 лет. Максимальная продолжительность жизни оценивается в 15—20 и более лет.

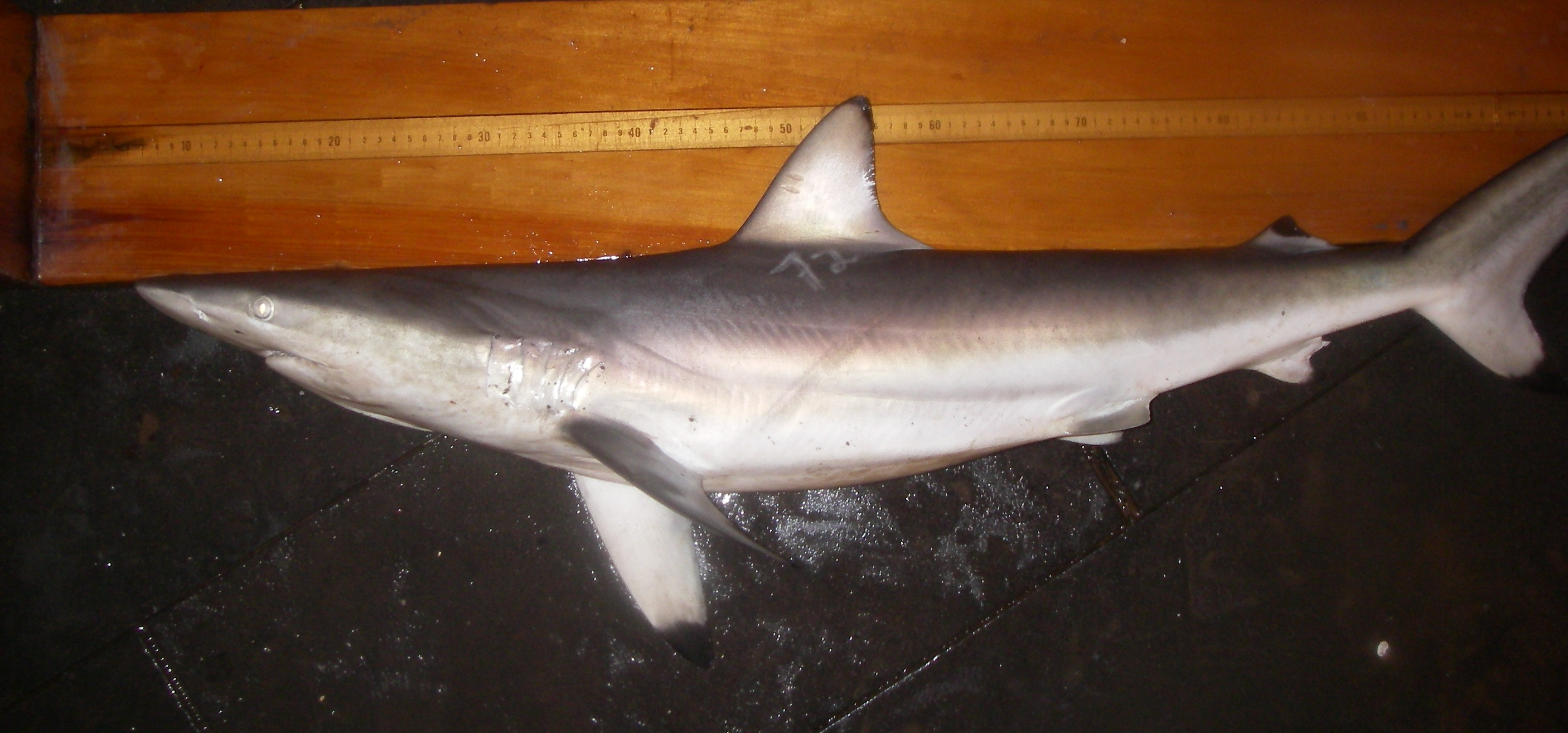
Короткопёрые серые акулы ценятся как коммерческими промысловиками, так и рыболовами-любителями

## Взаимодействие с человеком
Как правило короткопёрые акулы не представляют существенной опасности для людей, так как они не воспринимают крупных млекопитающих в качестве добычи, их маленькие, узкие зубы приспособлены для захвата, а не для отрывания кусков. Тем не менее они могут возбуждаться при наличии пищи и впадать в пищевую лихорадку, поэтому во время подводной охоты с подводным ружьём надо соблюдать осторожность. В 2008 году В списке International Shark Attack File было зафиксировано 16 неспровоцированных и 1 спровоцированное нападение, приписываемые короткопёрым акулам, ни одно из них не привело к летальному исходу.
Мясо короткопёрой акулы высоко ценится, оно поступает в продажу в свежем или вяленом виде. Кроме того, в Восточной Азии плавники используют для приготовления супа, из жира производят витамины, а кожу выделывают. Короткопёрые акулы являются в США ценной промысловой рыбой, их добывают в северо-западной Атлантике и в Мексиканском заливе. В США мясо короткопёрых акул продаётся под названием «Мясо чернопёрой акулы», поскольку последнее считается выше по качеству. Короткопёрые акулы высоко ценятся любителями спортивной рыбалки, этот вид описывается как «впечатляющий боец», который часто выпрыгивает из воды. Международный союз охраны природы (МСОП) оценил статус оценил статус короткопёрой акулы, как «Уязвимый» (VU).